# Ted Brown
Thomas Edward Brown (High Point, 15 febbraio 1957) è un ex giocatore di football americano statunitense che ha militato nel ruolo di running back nella National Football League (NFL).

## Carriera
Al college Brown giocò a football a NC State dove fu premiato come All-American. Fu scelto dai Minnesota Vikings nel corso del primo giro (sedicesimo assoluto) del Draft NFL 1979, giocandovi per tutta la carriera professionistica. Nel dicembre 1981 Brown si sparò accidentalmente mentre stava maneggiando con una pistola carica. L'infortunio richiese un intervento chirurgico per asportare il proiettile dalla coscia. All'epoca vi furono dubbi sul fatto che potesse proseguire la sua carriera nel football.

## Palmarès
- College Football Hall of Fame